# Blank Generation (album)
Blank Generation je první studiové album americké punkrockové skupiny Richard Hell & the Voidoids, vydané v září roku 1977 u vydavatelství Sire Records. Nahráno bylo v newyorských studiích Plaza Sound a Electric Lady Studios a jeho producentem byl Richard Gottehrer. V roce 1990 vyšlo album v reedici na CD doplněné o dvě bonusové písně a mělo jiný obal.

## Seznam skladeb
| Pořadí | Název                          | Autor                     | Délka |
| ------ | ------------------------------ | ------------------------- | ----- |
| 1.     | Love Comes in Spurts           | Richard Hell              | 2:03  |
| 2.     | Liars Beware                   | Hell, Ivan Julian         | 2:52  |
| 3.     | New Pleasure                   | Hell                      | 1:58  |
| 4.     | Betrayal Takes Two             | Hell, Julian              | 3:37  |
| 5.     | Down at the Rock and Roll Club | Hell                      | 4:05  |
| 6.     | Who Says?                      | Hell                      | 2:07  |
| 7.     | Blank Generation               | Hell                      | 2:45  |
| 8.     | Walking on the Water           | John Fogerty, Tom Fogerty | 2:17  |
| 9.     | The Plan                       | Hell                      | 3:56  |
| 10.    | Another World                  | Hell                      | 8:14  |

| Bonusy na reedici (CD) | Bonusy na reedici (CD) | Bonusy na reedici (CD)       | Bonusy na reedici (CD) |
| Pořadí                 | Název                  | Autor                        | Délka                  |
| ---------------------- | ---------------------- | ---------------------------- | ---------------------- |
| 11.                    | I'm Your Man           | Hell                         | 2:55                   |
| 12.                    | All the Way            | Sammy Cahn, Jimmy Van Heusen | 3:22                   |

## Obsazení
- Richard Hell – zpěv, baskytara
- Robert Quine – kytara, doprovodné vokály
- Ivan Julian – kytara, doprovodné vokály
- Marc Bell – bicí